# Bruna Takahashi
Bruna Yumi Takahashi (São Bernardo do Campo, 19 de julho de 2000) é uma mesa-tenista olímpica brasileira. Chegou a ser a nº 16 do mundo em abril de 2025, sendo uma das melhores jogadoras das Américas no ranking mundial da ITTF, depois de Adriana Díaz, de Porto Rico, que já foi nº 9 do mundo,sendo a melhor jogadora de tênis de mesa da história do Brasil. Esteve nas Olimpíadas três vezes, em 2016, 2020 e 2024, e entre seus maiores feitos estão as quartas-de-final da Copa do Mundo de 2025, as oitavas-de-final do Campeonato Mundial de 2025 e tíulos e vice-campeonatos de campeonatos de nível Pan-Americanos. Sua irmã Giulia Takahashi também joga tênis de mesa.

## Carreira

### Início
Na infância, Bruna praticou diversos esportes, como natação, badminton, ballet, ginástica, judô. Aos oito anos de idade, conheceu o tênis de mesa, que jogava no clube japonês Associação Cultural e Recreativa da Vila Paulicéia (ACREPA), no bairro da Paulicéia em São Bernardo do Campo, São Paulo. Em 2010 se concentrou tênis de mesa e deixou os outros esportes de lado. Iniciou seu treinamento com a ex-atleta olímpica Monica Doti na ACREPA e depois começou a treinar mais vezes por semana em São Caetano do Sul, onde também treinava com atletas da seleção brasileira como Gustavo Tsuboi, Hugo Calderano, e Luca Kumahara. Ficou no clube até 2019.
Em 2012, participou do II Hopes, evento promovido pela Federação Internacional de Tênis de Mesa, ocorrido na Suécia, e ficou entre as oito melhores. Graças a essa classificação, participou do Euro Mini Champs, ocorrido na França, terminando na 13ª posição.

### 2013-2016
Em outubro de 2013, obteve a medalha de ouro no Campeonato Latino-americano Sub-13, ocorrido na Guatemala. No mesmo ano, chegou até as quartas de final do Mundial Sub-15.
Foi a primeira brasileira a ganhar um circuito ITTF na Europa (República Checa, 2015).
No dia 1º de novembro de 2015, sagrou-se Campeã Mundial de cadetes, ao conquistar o título do World Challenge na categoria cadete, em Sharm El-Sheikh, Egito. 
Bruna Takahashi conquistou bronze em simples e ouro por equipes no Campeonato Latino-Americano de Tênis de Mesa de 2016.

### Jogos Olímpicos de 2016
Representou o Brasil nos Jogos Olímpicos de Verão de 2016 na competição por equipes femininas. A equipe foi eliminada pela China na primeira fase. Takahashi perdeu a segunda partida de simples para Li Xiaoxia por 3 games a 0 (8–11, 7–11, 1–11).

### 2017-2020
Ela participou de um Campeonato Mundial adulto pela primeira vez em 2017, no Campeonato Mundial de Tênis de Mesa de 2017, em simples e duplas.
No Campeonato Pan-Americano de Tênis de Mesa de 2017, obteve quatro medalhas: bronze em simples e duplas, e ouro em duplas mistas e equipes.
Em março de 2018 conquistou seu maior título individual ao sagrar-se campeã do Campeonato Latino-Americano de Tênis de Mesa.
Nos Jogos Olímpicos da Juventude 2018, em Buenos Aires, chegou às quartas de final do torneio individual, perdendo apenas para a chinesa Sun Yingsha, que terminou com a medalha de ouro e que posteriormente se tornou a melhor mesatenista do mundo. Assim, Takahashi terminou em 5º lugar.
No final de 2018, chegou às semifinais do Campeonato Pan-Americano de Tênis de Mesa de 2018, obtendo o bronze na individual. Ela também ganhou ouro na modalidade Equipe.
Nos Jogos Pan-Americanos de 2019, ela obteve quatro medalhas, se destacando seu bronze na competição individual, onde ela chegou às semifinais do torneio, sendo eliminada somente por Adriana Díaz, que ganhou o ouro, e viria a se tornar a nº 9 do mundo em 2022. Também ganhou  bronze em duplas, e prata em duplas mistas e por equipes.
Foi a primeira brasileira a entrar no top 50 mundial, em dezembro de 2019.
Entre 2019 e 2021, atuou no Sporting Clube de Portugal, liderando o time.

### Jogos Olímpicos de 2020
Bruna participou também do torneio de tênis de mesa nas Olimpíadas de Tóquio, realizadas em 2021, tanto nas equipes quanto no torneio individual.

### 2021-2024
Em maio de 2022, se tornou uma das 20 melhores do mundo no ranking mundial, sendo a primeira brasileira a conseguir esse feito.
Em julho de 2022, ela chegou às quartas de final do WTT Star Contender em Budapeste, sendo a única não asiática a chegar às quartas de final do torneio. 
Chegou a ser a nº 17 do mundo em junho de 2022.
Foi duas vezes vice-campeã do Campeonato Pan-Americano de Tênis de Mesa de simples, em 2021 e 2023.
Ela conquistou três vezes a medalha de bronze nos WTT Contender em Lima 2022, Túnis 2023 e Rio de Janeiro 2023, chegando às semifinais dos torneios. Na Tunísia, ela foi a única não asiática a chegar à semifinal.
Nos Jogos Pan-Americanos de 2023, Takahashi chegou à final de simples contra sua maior rival nas Américas, a porto-riquenha Adriana Díaz, onde abriu 3 sets a 2, mas acabou levando a prata, com o placar de 3 a 4. Ela também obteve a prata em duplas, nas duplas mistas, e bronze na modalidade Equipe.
Ela chegou às oitavas de final dos torneios WTT Champions de Xinxiang 2023 e Incheon 2024.
Em janeiro de 2024, Takahashi obteve um dos seus maiores títulos individuais ao vencer a Copa Pan Americana. Com isto, também garantiu uma vaga em um dos torneios mais importantes do mundo, a Copa do Mundo de Tênis de Mesa, disputada em Macau, na China, no mês de abril.
No Campeonato Mundial de Tênis de Mesa por Equipes de 2024, a seleção brasileira chegou pela primeira vez às oitavas de final do torneio. Embora o Brasil tenha sido eliminado pela Coreia do Sul nas oitavas, nesse confronto Takahashi derrotou Shin Yu-bin, a mesatenista nº 8 do mundo, por 3 sets a 2, obtendo uma de suas maiores vitórias na carreira.
Na Copa do Mundo de Tênis de Mesa de 2024, realizada em Macau, China, Takahashi foi sorteada para jogar contra Joo Cheonhui (nº 17 do mundo) e Sarah Hanffou (nº 86 do mundo) no grupo 15.   Takahashi venceu Sarah Hanffou por 3 sets a 1 e disputou a classificação para as oitavas com Joo Cheonhui, onde ela precisava ganhar para passar de fase. A coreana conseguiu impor seu jogo e saiu na frente por 2 sets a 0, se classificando às oitavas. Takahashi ainda empatou o jogo em 2 a 2, porém, sendo eliminada na fase de grupos, em sua primeira participação na Copa do Mundo.
No WTT Contender do Rio de Janeiro de 2024, ela conseguiu repetir seu resultado de 2023, chegando pela 4º vez às semifinais de um torneio deste porte.  Ela também chegou nas semifinais de duplas, com sua irmã Giulia Takahashi.

### Jogos Olímpicos de 2024
Nos Jogos Olímpicos de 2024, ela e Vitor Ishiy foram eliminados na estréia das duplas mistas por 4 sets a 2. Na chave de simples, Bruna venceu seu primeiro jogo em Olimpíadas, mas foi eliminada na segunda rodada por Lily Zhang por 4 sets a 2.

### 2024-2028
No Grand Smash da China de 2024, em Pequim, Takahashi se tornou a primeira brasileira a chegar nas oitavas-de-final deste tipo de torneio. 
No Campeonato Pan-Americano de Tênis de Mesa de 2024, ela foi vice-campeã em simples e em duplas mistas.
Em fevereiro de 2025, se sagrou bicampeã da Copa Pan-Americana.
Na Copa do Mundo de Tênis de Mesa de 2025, realizada em Macau, China, ela venceu 2 jogos na fase de grupos, chegando pela primeira vez às oitavas-de-final deste torneio na carreira, onde jogou contra a nº 14 do mundo, Bernardette Szocs, da Romênia. Takahashi venceu o jogo por 4 sets a 0, se tornando a primeira brasileira a alcançar as quartas-de-final da Copa do Mundo, onde enfrentou a chinesa nº 4 do mundo Chen Xingtong, perdendo por 4 sets a 1, em uma partida disputada (8-11, 11-6, 11-13, 7-11, 7-11). Takahashi foi a única não-asiática a chegar nas quartas deste torneio. 
Logo após a Copa do Mundo, Takahashi alcançou o posto de número 16 do mundo, o melhor ranking de sua carreira, se tornando também a melhor mesatenista das Américas naquele momento, e a 3ª melhor não-asiática do mundo.
No Campeonato Mundial de Tênis de Mesa de 2025, na chave de simples, ela venceu 3 jogos e se tornou a primeira brasileira na história a chegar nas oitavas de final do Mundial, onde enfrentaria Chen Xingtong, repetindo o confronto ocorrido no mês anterior na Copa do Mundo. Takahashi venceu o primeiro set, e, como no jogo anterior contra a chinesa, ofereceu grande resistência, mas foi eliminada novamente por 4 a 1, agora com parciais de 12-10, 7-11, 8-11, 7-11, 8-11.   Ela e Calderano também participaram nas duplas mistas no Mundial, onde foram eliminados na 2a rodada pela dupla n.1 do mundo. 
No WTT Star Contender Ljubljana, jogando em duplas mistas ao lado de Calderano, derrotou a dupla n.3 do mundo, Chun Ting Wong e Hoi Kem Doo, de Hong Kong, e posteriormente a dupla alemã Verdonschot / Schreiner e a dupla de hong kong Ng / Yiu para chegarem à final do torneio, onde enfrentaram a dupla Sul-coreana nº 5 do mundo e cabeça de chave nº 1 do torneio, composta por Lim Jonghoon e Shin Yubin. A dupla Brasileira foi derrotada por 3 sets a 0, ficando assim em 2º lugar, com a medalha de prata.  Em simples, foi eliminada nas oitavas de final pela ex-nº 1 do mundo Zhu Yuling pelo placar de 3 sets a 1, após ter vencido a chinesa Fan Shuhan na segunda fase por 3 sets a 0. 
No WTT Contender de Buenos Aires, não foi bem em simples, perdendo por 3 a 2 na estréia. Porém, em duplas mistas, chegou à final de um WTT Contender pela primeira vez na carreira, e obteve seu primeiro título junto com Hugo Calderano. 
Takahashi participou do Grand Smash da Europa, um dos 4 torneios equivalentes a um Grand Slam de tênis do circuito de tênis de mesa, disputado na Suécia, em agosto, na posição de nº 19 do mundo e 2ª melhor não-asiática do mundo, atrás apenas da romena Bernadette Szocs. Neste torneio, em simples, ela venceu na 1a rodada e enfrentaria a japonesa nº 6 do mundo Miwa Harimoto na 2a rodada.  Nas duplas mistas, junto com Calderano, chegaram pela primeira vez nas quartas de final de um Smash em mistas, e iriam enfrentar a dupla cabeça de chave n.4 do torneio Sora Matsushima e Satsuki Odo. 

## Melhores resultados por tipo de torneio

### Simples
Sua melhor classificação em simples foi a 16ª posição mundial, obtida em 22 de abril de 2025.
- Campeonato Latino-Americano de Tênis de Mesa: Campeã (2018) [19]
- Copa Pan-Americana: Campeã (2024, 2025) [75]
- Campeonato Pan-Americano de Tênis de Mesa: Vice-campeã (2019, 2021, 2023, 2024)  [28]
- Jogos Pan-Americanos: Vice-campeã (2023) [76]
- WTT Contender: Medalha de Bronze (Lima 2022, Túnis 2023, Rio 2023, Rio 2024) [30][46]
- WTT Star Contender: Quartas de Final (Budapeste 2022) [26]
- WTT Champions: Oitavas de final (Xinxiang 2023, Incheon 2024) [40][41]
- Grand Smash: Oitavas de final (Pequim 2024) [77]
- Copa do Mundo de Tênis de Mesa: Quartas de final (Macau 2025)[78]
- Campeonato Mundial de Tênis de Mesa: Oitavas de final (Doha 2025) [79]
- Jogos Olímpicos: Segunda rodada (Paris 2024) [49]

### Duplas
- Campeonato Pan-Americano de Tênis de Mesa: Medalha de bronze (2017, 2023) [80][28]
- Jogos Pan-Americanos: Vice-campeã (2023) [81]
- WTT Contender: Medalha de bronze (Rio 2024) [47]
- Campeonato Mundial de Tênis de Mesa: Segunda rodada (Budapeste 2019, Durban 2023) [82][83]

### Duplas mistas
Em 2025, a dupla Calderano/Takahashi era a 10ª melhor do ranking mundial, sendo este o melhor ranking obtido por Takahashi nesta modalidade, apesar de já ter feiro parcerias com outros atletas. 
Melhores resultados individuais de Takahashi nesta modalidade: 
- Campeonato Pan-Americano de Tênis de Mesa: Campeã (2017, 2021, 2022) [85]
- Jogos Pan-Americanos: Vice-campeã (2019, 2023) [86]
- WTT Contender: Campeã (Buenos Aires 2025) [87]
- WTT Star Contender: Vice-campeã (Ljubljana 2025) [88]
- Grand Smash:  Quartas de final (Malmö 2025) [89]
- Campeonato Mundial de Tênis de Mesa: Segunda rodada (Durban 2023, Doha 2025) [90]
- Jogos Olímpicos: Oitavas de final (Paris 2024) [91]

### Equipe
A seleção brasileira era a 10ª melhor do mundo em março de 2024, quando entrou pela primeira vez no top 10 do ranking mundial.
- Campeonato Pan-Americano de Tênis de Mesa: Campeã (2017, 2018, 2021, 2022) [94]
- Jogos Pan-Americanos: Vice-campeã (2019) [95]
- Campeonato Mundial de Tênis de Mesa: Oitavas de final (Busan 2024) [43]
- Jogos Olímpicos: Oitavas de final (Rio 2016, Tóquio 2020) [96]

## Vida pessoal
Bruna tem ascendência japonesa., apesar de haver uma discussão em comentários das redes sociais quando posta foto com sua irmã, Bruna não é adotada, como já confirmou, tendo traços de sua mãe que não possui ascendência asiática, enquanto sua irmã possui os traços característicos do Japão, como seu pai.
Sua irmã mais nova Giulia Takahashi também é mesa-tenista, tendo ido para os Jogos de 2020 como reserva da equipe brasileira.